# كاربروفين

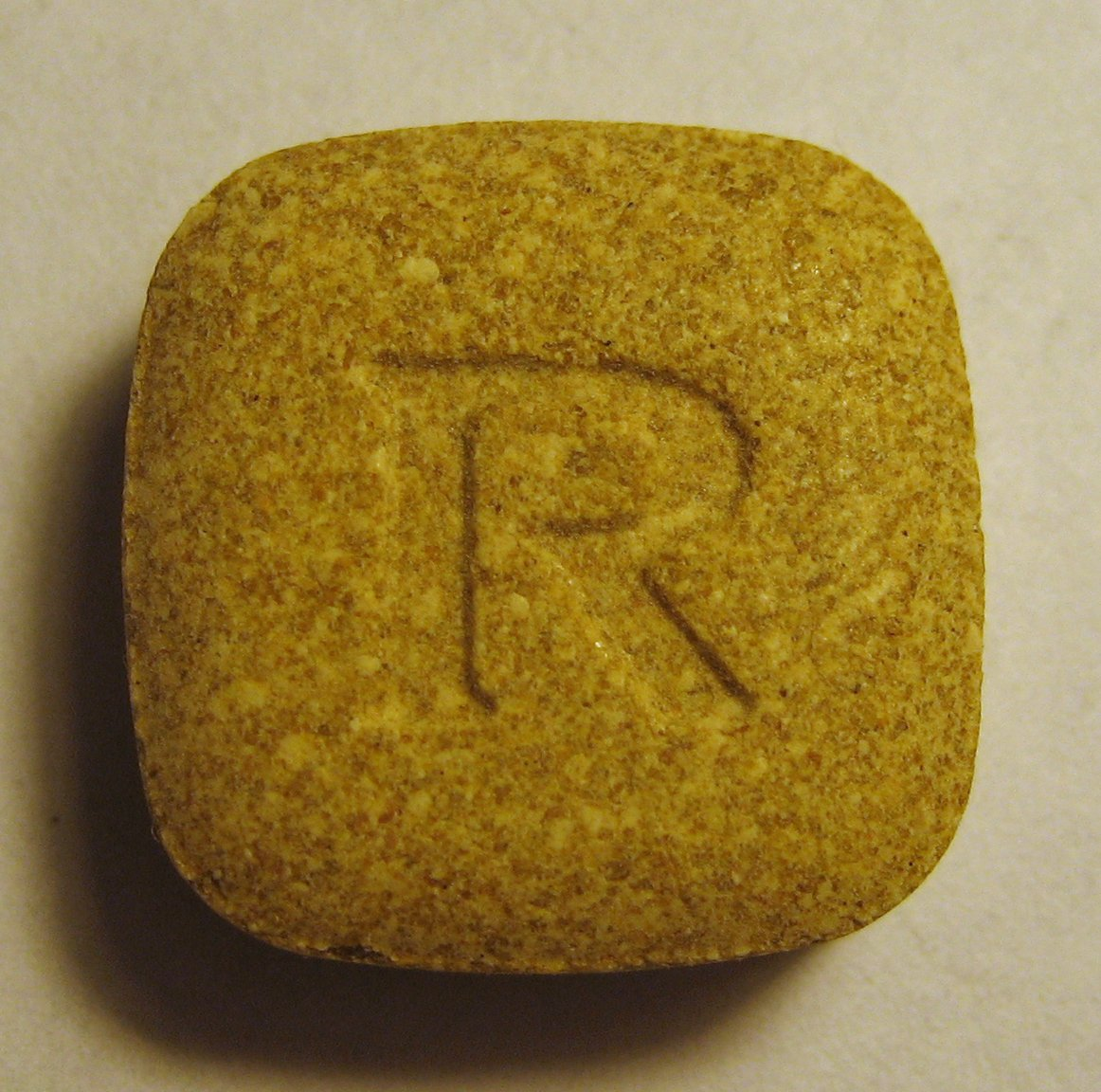
أ 100 ملغ قرص ريماديل حوالي عرض سميكة، كما تباع في الولايات المتحدة الأمريكية.

كاربروفين (Carprofen)هو دواء مضاد للالتهابات غير ستيرويدي (NSAID) من فئة الكاربازول وحمض البروبيونيك والذي كان يستخدم سابقًا للإنسان والحيواناتعل حد سواء ولكنه الآن متاح فقط للأطباء البيطريين لوصفه كعلاج داعم لمختلف الأمراض التي تصيب الحيوانات فقط.  يقلل الكاربوفين الالتهاب عن طريق تثبيط COX-1 و COX-2 ؛ وتختلف خصوصيته لـ COX-2 من نوع إلى آخر.  يتم تسويقه تحت العديد من الأسماء التجارية في جميع أنحاء العالم،  ويُوصف كعلاج للالتهابات و الألم، بما في ذلك آلام المفاصل و آلام ما بعد الجراحة. 

## الاستخدام البشري
تم استخدام كاربروفين لدى البشر لمدة عشر سنوات تقريبًا، و ذلك بدءًا من عام 1988، و لنفس الحالات التي تم وصفها للكلاب؛وهي: آلام المفاصل و الالتهابات المختلفة. تميل الآثار الجانبية إلى أن تكون خفيفة، و تتكون عادة من الغثيان أو آلام الجهاز الهضمي والإسهال . كان متاحًا بوصفة طبية في 150 ملغ إلى 600 جرعات ملغ.  أما الجرعات التي تزيد عن 250 تم تخصيصها للألم الناجم عن الصدمات الشديدة مثل: الالتهاب بعد الجراحة؛ وقد تم استخدام جرعات 150 ملغ بشكل شائع لتخفيف آلام التهاب المفاصل ، في حين كانت جرعات 200 ملغ توصف عادة لعلاج التهاب المفاصل الشديد أو الألم الالتهابي. تم تناول الدواء عن طريق الفم.
قامت شركة فايزر طواعية بإزالة الدواء من السوق للاستخدام البشري لأسباب تجارية. 

## الطب البيطري
كاربروفين هو أحد مضادات الالتهاب غير الستيرويدية المعتمدة للاستخدام في الكلاب.  يساعد في تخفيف الالتهاب والألم والحمى . يمكن تناول كاربروفين على شكل حبوب أو أقراص قابلة للمضغ أو حقن . 
يمكن استخدام كاربروفين لإدارة الألم طويل الأمد لحالات مثل هشاشة العظام ، وهو أمر شائع لدى مرضى الكلاب، وبعد الإصابة أو الإجراءات الجراحية لتخفيف الألم الحاد والالتهاب.   و لقد ثبت أن الكاربوفين يعمل على تحسين الطاقة ومستوى النشاط والراحة والرفاهية العامة لدى الكلاب التي تعاني من الألم. 